# Zwitsers

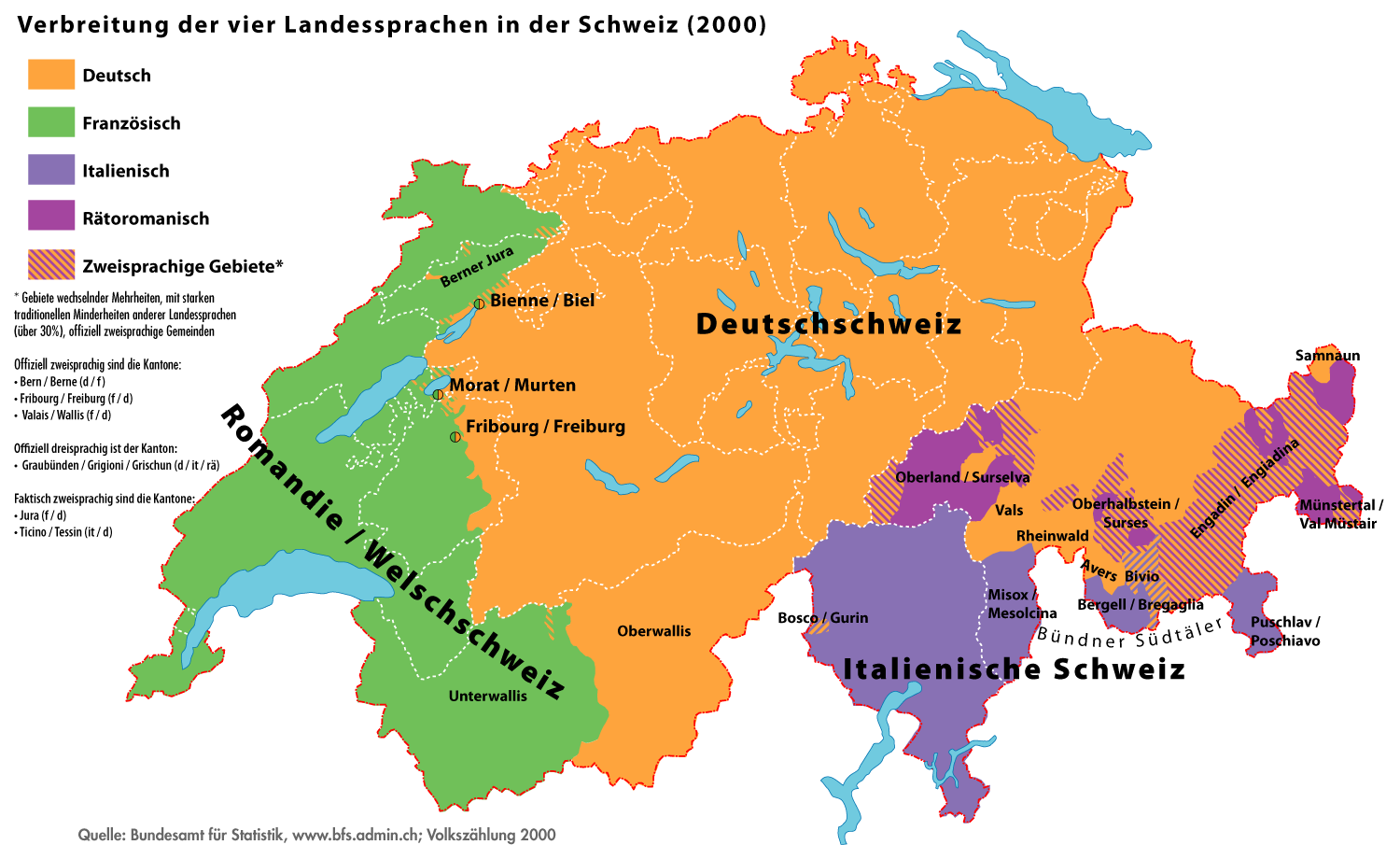
Taalgebieden in Zwitserland

De Zwitsers vormen de bevolking van de staat Zwitserland. De term Zwitser is eerder de aanduiding voor een nationaliteit dan voor een homogeen volk.
De Zwitserse bevolking wordt in vier groepen onderscheiden naar de taal die men spreekt:
- De Duitstalige Zwitsers die vaak een lokale variant van het Duits spreken: Zwitserduits;
- De Suisses romands in het Franstalige deel van Zwitserland, Romandië;
- De Svizzeri Italiani in het Italiaanstalige deel van het land;
- De Reto-Romanen, wier moedertaal Reto-Romaans is, vooral woonachtig in Graubünden.